# Pseudohelotium pineti
Pseudohelotium pineti är en svampart som först beskrevs av August Johann Georg Karl Batsch, och fick sitt nu gällande namn av Karl Wilhelm Gottlieb Leopold Fuckel 1870. Pseudohelotium pineti ingår i släktet Pseudohelotium och familjen Helotiaceae.  Arten är reproducerande i Sverige. Inga underarter finns listade i Catalogue of Life.